# تشبلينتسا
تشبلينتسا هي قرية تقع في إقليم ياش في رومانيا وبلغ عدد سكانها 4,572 نسمة في عام 2002م.